# Dobordali-patak
Apró patak a Cserhátban. Érsekvadkerttől délnyugatra ered, majd a település déli határánál keresztezi a 22-es főutat. Felduzzasztott vize táplálja a Dobordali-pataki horgásztavat. Szinte egyenesen délkeleti irányban halad, majd a Lókos-patakba folyik.